# Épisodes de Matt Helm
Cet article présente le guide des épisodes de la série télévisée Matt Helm.

## Distribution

### Acteurs principaux
- Anthony Franciosa : Matt Helm
- Laraine Stephens : Claire Kronski
- Gene Evans : Sergent Hanrahan
- Jeff Donnell : Ethel

## Épisodes

### Épisode 1:Les trafiquants d'armes
- États-Unis : 7 mai 1975 sur ABC

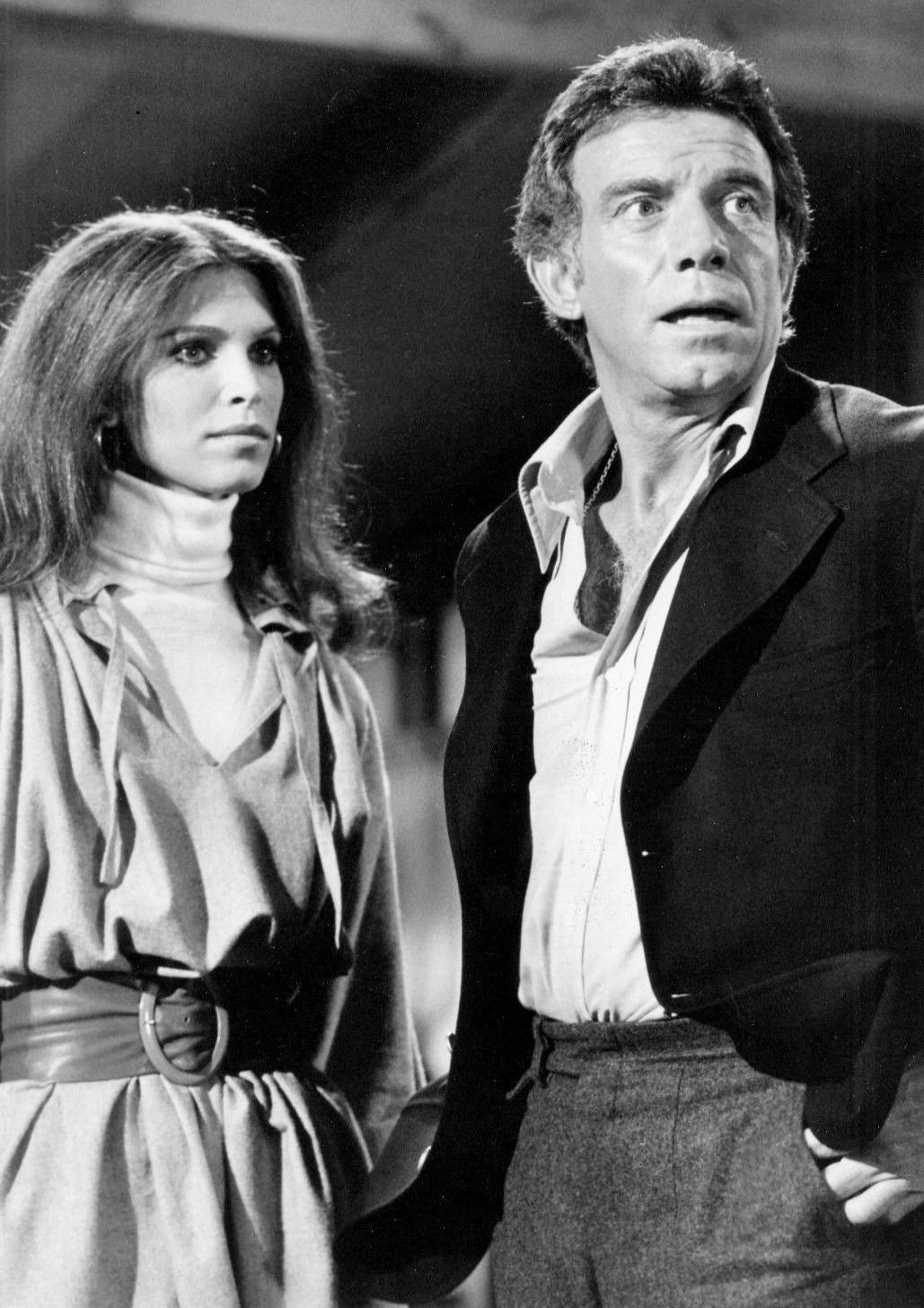
Ann Turkel et Tony Franciosa (Matt Helm en 1975)

- France : 21 août 1976 sur TF1, ainsi que les 10 et 17 janvier 1987 sur TF1

- Ann Turkel (Maggie Gantry)
- Patrick Macnee (Colonel Shawcross)
- John Vernon (Harry Paine)
- Hari Rhodes (Seki)
- James Shigeta (Tom McCauley)
- Catherine Bach (Alice)
- Marc Alaimo (Devlin)
- Val Bisoglio (Sergent James)
- Frank Campanella (Taylor)

### Épisode 2:Le mort parle
- États-Unis : 20 septembre 1975 sur ABC
- France : 11 septembre 1976 sur TF1

- Katherine Justice (Paula)
- Richard Egan (Dan Sydon)
- Richard Mulligan (Jack Harte)
- Peter Donat (Bates)
- Lance Fuller (Andrews)
- Helen Funai (Lin)

### Épisode 3:La Coupable et l'Innocente
- États-Unis : 27 septembre 1975 sur ABC
- France : 18 septembre 1976 sur TF1

- Shelley Fabares (Chris Fredericks / Tina Fredericks)
- Ian McShane (Paul Fredericks)
- Burr DeBenning (Frank Delacourt)
- Trisha Noble (Millicent)
- Morgan Jones (Tom Corman)
- Rita Gam (Docteur Ross)

### Épisode 4:Le Légataire
- États-Unis : 11 octobre 1975 sur ABC
- France : 9 octobre 1976 sur TF1

- Pamela Bellwood (Patricia Kirkland)
- Farley Granger (James McKittrick)
- Jason Evers (Alan Grant)
- Lina Raymond (Amanda Miller)
- John Hoyt (Sam Rae)
- John Yates (Alex Miller)

### Épisode 5:La Partie du siècle
- États-Unis : 18 octobre 1975 sur ABC
- France : 16 octobre 1976 sur TF1

- Ray Danton (Frank Saxon)
- Patricia Crowley (Lila Faro)
- Jeff Morris (Dan Faro)
- Fred Beir (Billy Jones)
- Betty Ann Carr (Cherokee)
- Biff McGuire (Professeur Shannon)

### Épisode 6:Trafic de diamants
- États-Unis : 25 octobre 1975 sur ABC
- France : 23 octobre 1976 sur TF1

- Alex Cord (Paul Gallagher)
- Richard Kelton (Jed Larson)
- Jack Cassidy (Fred Buckman)
- Karen Carlson (Janet Larson)
- Peter Brown (en) (Cassidy)

### Épisode 7:La mort est condamnée
- États-Unis : 1er novembre 1975 sur ABC
- France : 30 octobre 1976 sur TF1

- Marlyn Mason (Karen Ashley)
- Charles Cioffi (Pike)
- Robert Lipton (Vic)
- Curt Lowens (Alain Ledoux)
- Ahna Capri (Monique Ledoux)
- Paul Stewart (Joe Delphia)
- Claudia Bryar (la grand-mère)

### Épisode 8:Le Remplaçant
- États-Unis : 8 novembre 1975 sur ABC
- France : 6 novembre 1976 sur TF1

- Beth Brickell (Jessica Wells)
- Pepper Martin (Manning)
- Tom Drake (Fred Wells)
- Lee De Broux (Lash)
- Mark Miller (Brandon)
- LQ Jones (Tucker)

### Épisode 9:Un Cadavre sur la plage
- États-Unis : 15 novembre 1975 sur ABC
- France : 28 août 1976 sur TF1

- Mary Jensen (Amanda Silvers)
- Juliet Mills (Caroline Jeffries)
- Joseph Campanella (John Corbett)
- Bert Convy (Johnny Peters)
- Cesare Danova (Knebel)

### Épisode 10:Les Coureurs de dots
- États-Unis : 22 novembre 1975 sur ABC
- France : 4 septembre 1976 sur TF1

- Clifford David (Ed Glenn)
- Pippa Scott (Phyllis Hartley)
- Sherry Jackson (Elena)
- Don Gordon (Joe Brennen)
- Rod Colbin (Frank Hartley)
- Dick Crockett (Ty)
- Nick Dimitri (Candy)
- Joseph George (Jack Wiley)
- Patrick Whyte (Le domestique)

### Épisode 11:L'Altimètre de la mort
- États-Unis : 6 décembre 1975 sur ABC
- France : 13 novembre 1976 sur TF1

- Joanna Barnes (Hannah Bigelow)
- Carl Betz (Alan Purcell)
- Whit Bissell (Rollins)
- Diana Ewing (Amy Ferrar)
- Carmen Argenziano (Molinas)
- David Keough (Sheriff Parker)
- Damon Douglas (Hansen)

### Épisode 12:Cherchez la femme
- États-Unis : 13 décembre 1975 sur ABC
- France : 25 septembre 1976 sur TF1

- Gretchen Corbett (Nancy Taylor)
- Anthony James (Eddie Ross)
- Hermann Poppe (Russ Shanks)
- Tim O'Connor (Len Harris)
- Steven Keats (Kelly)
- John P. Ryan (Carl Ainsley)
- Joshua Bryant (Bub Stuart)
- Sally B. Johnson (Leslie)

### Épisode 13:Les Pirates du disque
- États-Unis : 27 décembre 1975 sur ABC
- France : 2 octobre 1976 sur TF1

- Dane Clark (Joey Bender)
- Lynda Carter (Bobbi Dee)
- Eric Braeden (Forbes)
- John Durren (Lewis)
- Roger Perry (Docteur Ruben)
- Murray MacLeod (Nick Stella)
- Wes Parker (Cappy Crawford)

### Épisode 14:Die Once, Die Twice
- États-Unis : 3 janvier 1976 sur ABC
- France : Inédit à la télévision (Disponible sur le coffret DVD en VOST)

- Susan Dey (Helen Tanner)
- Howard Duff (Dan Mallory)
- Joel Fabiani (Procureur Kyle Dennison)
- Robert Ginty (Cliff Tanner)
- Jeff Donnell (Ethel)
- Ben Marino (Coleman)